# Diamentowa Liga 2023
Diamentowa Liga 2023 – czternasta edycja prestiżowych zawodów Diamentowej Ligi. W 2023 roku pierwszy mityng odbył się 5 maja w Dosze na Suhaim bin Hamad Stadium, a cykl zakończył się w dniach 16–17 września podczas finałowych zawodów Prefontaine Classic w Eugene. Cykl składał się z 15 mityngów.

## Kalendarz
| Data           | Mityng                                         | Miasto    | Stadion                        | Wyniki    |
| -------------- | ---------------------------------------------- | --------- | ------------------------------ | --------- |
| 5 maja         | Doha Diamond League                            | Doha      | Qatar SC Stadium               | Rezultaty |
| 28 maja        | Meeting international Mohammed VI d’athlétisme | Rabat     | Stade Moulay Abdellah          | Rezultaty |
| 2 czerwca      | Golden Gala                                    | Florencja | Stadio Luigi Ridolfi           | Rezultaty |
| 9 czerwca      | Meeting de Paris                               | Paryż     | Stade Sébastien Charléty       | Rezultaty |
| 15 czerwca     | Bislett Games                                  | Oslo      | Bislett Stadion                | Rezultaty |
| 24 czerwca     | New York Grand Prix                            | Nowy Jork | Icahn Stadium                  | Rezultaty |
| 29–30 czerwca  | Athletissima                                   | Lozanna   | Stade Olympique de la Pontaise | Rezultaty |
| 2 lipca        | Bauhaus-Galan                                  | Sztokholm | Stadion Olimpijski             | Rezultaty |
| 16 lipca       | Memoriał Kamili Skolimowskiej                  | Chorzów   | Stadion Śląski                 | Rezultaty |
| 21 lipca       | Herculis                                       | Monako    | Stade Louis II                 | Rezultaty |
| 23 lipca       | London Athletics Meet                          | Londyn    | Stadion Olimpijski             | Rezultaty |
| 30–31 sierpnia | Weltklasse Zürich                              | Zurych    | Letzigrund Stadion             | Rezultaty |
| 2 września     | Xiamen Diamond League                          | Xiamen    | Egret Stadium                  | Rezultaty |
| 7–8 września   | Memorial Van Damme                             | Bruksela  | Stadion Króla Baudouina I      | Rezultaty |
| 16–17 września | Prefontaine Classic                            | Eugene    | Hayward Field                  | Rezultaty |

## Zwycięzcy
| Konkurencja                        |                     |
| Mężczyźni                          |                     |
| Bieg na 100 metrów                 | Christian Coleman   |
| Bieg na 200 metrów                 | Andre De Grasse     |
| Bieg na 400 metrów                 | Kirani James        |
| Bieg na 800 metrów                 | Emmanuel Wanyonyi   |
| Bieg na milę                       | Jakob Ingebrigtsen  |
| Bieg na 3000 metrów                | Yomif Kejelcha      |
| Bieg na 3000 metrów z przeszkodami | Simon Koech         |
| Bieg na 110 metrów przez płotki    | Hansle Parchment    |
| Bieg na 400 metrów przez płotki    | Rai Benjamin        |
| Skok wzwyż                         | Woo Sang-hyeok      |
| Skok o tyczce                      | Armand Duplantis    |
| Skok w dal                         | Simon Ehammer       |
| Trójskok                           | Andy Díaz Hernández |
| Pchnięcie kulą                     | Joe Kovacs          |
| Rzut dyskiem                       | Matthew Denny       |
| Rzut oszczepem                     | Jakub Vadlejch      |
| Kobiety                            |                     |
| Bieg na 100 metrów                 | Shericka Jackson    |
| Bieg na 200 metrów                 | Shericka Jackson    |
| Bieg na 400 metrów                 | Marileidy Paulino   |
| Bieg na 800 metrów                 | Keely Hodgkinson    |
| Bieg na 1500 metrów                | Faith Kipyegon      |
| Bieg na 5000 metrów                | Gudaf Tsegay        |
| Bieg na 3000 metrów z przeszkodami | Winfred Yavi        |
| Bieg na 100 metrów przez płotki    | Tobi Amusan         |
| Bieg na 400 metrów przez płotki    | Femke Bol           |
| Skok wzwyż                         | Jarosława Mahuczich |
| Skok o tyczce                      | Katie Moon          |
| Skok w dal                         | Ivana Vuleta        |
| Trójskok                           | Yulimar Rojas       |
| Pchnięcie kulą                     | Chase Ealy          |
| Rzut dyskiem                       | Valarie Allman      |
| Rzut oszczepem                     | Haruka Kitaguchi    |

## Polacy
Lokaty Polaków w zawodach finałowych:
| Lokata | Imię i nazwisko   | Konkurencja        |
| ------ | ----------------- | ------------------ |
| 2.     | Natalia Kaczmarek | 400 m              |
| 2.     | Norbert Kobielski | skok wzwyż         |
| 8.     | Pia Skrzyszowska  | 100 m przez płotki |